# Klaus Dieter Friedrich

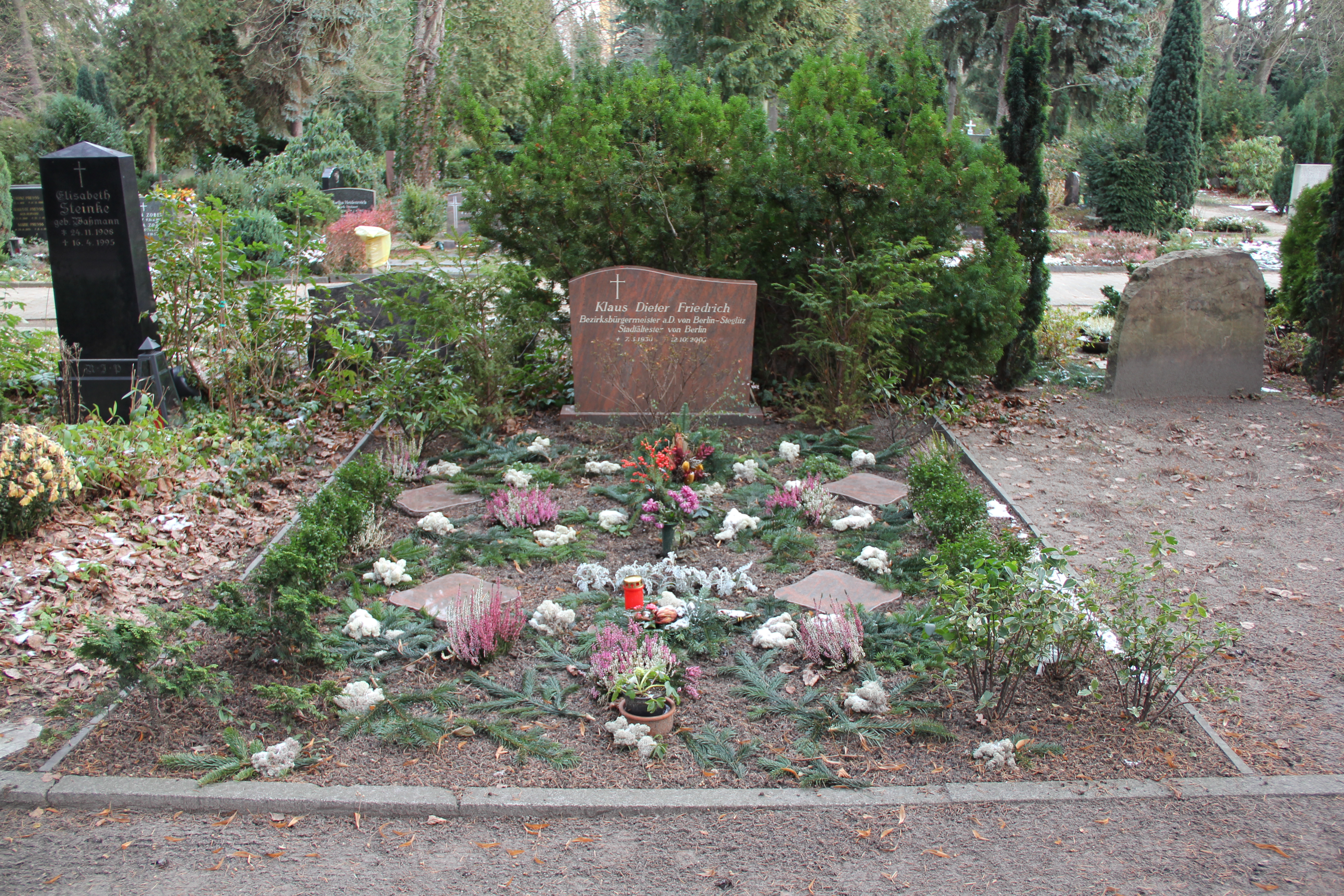
Grab auf dem St. Matthias-Friedhof

Klaus Dieter Friedrich (* 7. März 1930 in Frankfurt (Oder); † 12. Oktober 2003 in Berlin) war ein deutscher Politiker (CDU). Er war von 1984 bis 1992 Bezirksbürgermeister vom Berliner Bezirk Steglitz.

## Leben
Friedrich wuchs im brandenburgischen Frankfurt auf und zog 1949 zum Studium nach West-Berlin. 1958 wurde er Mitglied der Bezirksverordnetenversammlung (BVV) Steglitz, 1967 Bezirksstadtrat für Jugend und Sport. Von 1969 bis 1979 war er Vorsitzender des CDU-Kreisverbands Steglitz. Von 1984 bis 1992 war Friedrich Bezirksbürgermeister von Steglitz.

## Ehrungen
- 1998 erhielt er den Titel Stadtältester von Berlin[3]
- Sein Grab gehört zu den Ehrengrabstätten Berlins[4]